# Monodilepas skinneri
Monodilepas skinneri är en snäckart som beskrevs av Harold John Finlay 1928. Monodilepas skinneri ingår i släktet Monodilepas och familjen nyckelhålssnäckor. Inga underarter finns listade i Catalogue of Life.